# 島後

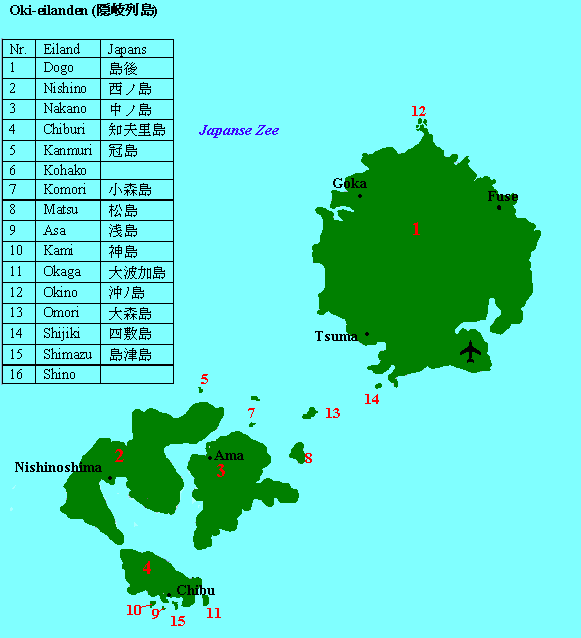
隠岐諸島地図

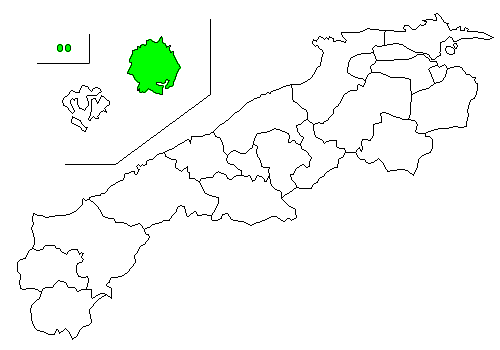
島後地図

島後（どうご）は、日本の隠岐諸島の主島。全域は島根県隠岐郡隠岐の島町に属するほか、島根県庁の出先機関である隠岐支庁が置かれている。
西側の島前（西ノ島・中ノ島・知夫里島）と対をなす島である。

## 地勢
- 面積　241.64km2
- 周囲　約211km
- 人口　約13,000人

## 沿革
律令制下では島後の南部が隠岐国周吉郡（すきぐん）、北部が穏地郡（おちぐん）であった。南北朝時代に後醍醐天皇が隠岐へ流された際、隠岐国分寺を御在所にしたと伝えられる。
- 1889年（明治22年） 島嶼町村制の施行に際して郡を廃止し隠岐島庁の直轄地とされる
- 1904年（明治37年） 島嶼町村制が廃止され、本土と同等の制度下で周吉郡と穏地郡が復活
  - 周吉郡（1町5村） - 西郷町、東郷村、布施村、中村、中条村、磯村
  - 穏地郡（2村） - 都万村、五箇村
- 1954年（昭和29年） 7月1日、西郷町と東郷村、中条村、磯村が合併し西郷町（新制）が発足
- 1960年（昭和35年） 11月1日、中村が西郷町に編入合併される
- 1969年（昭和44年） 4月1日、周吉郡・穏地郡が島前の海士郡・知夫郡と共に廃止され隠岐郡へ統合
- 2004年（平成16年） 10月1日、西郷町・布施村・都万村、五箇村が合併し隠岐の島町が発足

## 交通

### 空港
- 隠岐空港（隠岐世界ジオパーク空港）
  - 日本航空（JAL）
    - 大阪国際空港[1]（毎日1便）
    - 出雲空港[2]（毎日1便）

### 港湾
- 西郷港（重要港湾）

定期旅客航路：隠岐汽船が運航している。
- フェリー：隠岐諸島各港と七類港、境港を結ぶ。
- 超高速船：隠岐諸島各港と七類港、境港を結ぶ。

### 路線バス
- 隠岐一畑交通
- 隠岐の島町公営バス

## 主な施設・観光名所
- 白島海岸
- 浄土ヶ浦
- 玉若酢命神社
- 水若酢神社
- 隠岐郷土館
- 壇鏡の滝

## 備考
韓国が領有権を主張して実効支配している竹島（隠岐の島町竹島官有無番地/大韓民国慶尚北道鬱陵郡鬱陵邑獨島里）は、島後から北西に約158km離れている。